# 25 Years On
25 Years On è l'ottavo album in studio della space rock band britannica Hawkwind, registrato nel 1978 e pubblicato nello stesso anno. In realtà l'album esce per gli Hawklords, in quanto il gruppo è costretto a cambiare nome per motivi legali. Il disco è stato però stampato ed è noto anche col nome "Howklords", anche se oggi è più noto col titolo originale .
L'album segna l'ingresso in formazione di Harvey Bainbridge e Steve Swindells. Inoltre durante le registrazioni sia Simon King che Simon House lasciarono temporaneamente il gruppo. Il posto di King fu preso da Martin Griffin.

## Tracce
1. Psi Power – 6:06 –  (Calvert/Brock)
2. Free Fall – 5:13 –  (Calvert/Bainbridge)
3. Automoton – 1:13 –  (Calvert/Brock)
4. 25 Years – 4:31 –  (Brock)
5. Flying Doctor – 5:38 –  (Calvert/Brock)
6. The Only Ones – 4:14 –  (Calvert/Brock)
7. (Only) The Dead Dreams of the Cold War Kid – 3:55 –  (Calvert)
8. The Age of the Micro Man – 3:31 –  (Calvert/Brock)

## Formazione
- Robert Calvert - voce
- Dave Brock - chitarra, tastiere, voce
- Harvey Bainbridge - basso, voce
- Steve Swindells - tastiere
- Simon King - batteria (tracce 4, 7, 8), conga (traccia 6)
- Martin Griffin - batteria (tracce 1, 2, 5, 6)

## Collaborazioni
- Simon House - violino
- Henry Lowther - tromba (traccia 1)